# Parlamentswahl in Tuvalu 2010
Die Parlamentswahl in Tuvalu 2010 fand am 16. September 2010 statt. 10 der bisherigen 15 Parlamentsabgeordneten wurden erneut gewählt. Es traten nur Einzelkandidaten an, da es keine politischen Parteien in Tuvalu gibt.
Am 29. September 2010 wurde Maatia Toafa vom Nanumea-Atoll mit acht von 15 Stimmen zum Premierminister gewählt. Am 24. Dezember 2010 wurden Toafa in einem Misstrauensvotum mit acht zu sieben Stimmen seines Amtes enthoben. Willy Telavi wurde zum neuen Premierminister gewählt.

## Hintergrund
Das Parlament wurde am 13. August 2010 aufgelöst um den Weg für Wahlen frei zusammen. Die Wählerregistrierung begann am 28. August 2010.
26 Kandidaten, darunter alle Mitglieder des aufgelösten Parlaments bewarben sich um die 15 Sitze. Etwa 6000 Tuvaluer waren wahlberechtigt.

## Wahlergebnis
Die Wahlbeteiligung der 6008 Wahlberechtigten war hoch. Die Wahllokale waren am 16. September 2010 von 8 Uhr bis 16 Uhr geöffnet. Nach Schließung der Wahllokale begann die Auszählung der Stimmen in den 12 Wahlstationen.
| Wahlkreis  | Einwohner | Atoll/Insel          | Gewählte Abgeordnete                              |
| ---------- | --------- | -------------------- | ------------------------------------------------- |
| Funafuti   | 4492      | Funafuti             | Kausea Natano (42,5 Prozent) Kamuta Latasi (29,4) |
| Nanumanga  | 589       | Nanumanga            | Monise Lafai (41,9) Falesa Pitoi (32,7)           |
| Nanumea    | 664       | Nanumea              | Maatia Toafa (37,7) Willy Telavi (31,5)           |
| Niutao     | 698       | Niuato und Niulakita | Fauoa Maani (24,5) Vete Sakaio (24,5)             |
| Nui        | 548       | Nui                  | Isaia Italeli (24,6) Taom Tanukale (23,0)         |
| Nukufetau  | 586       | Nukufetau            | Enele Sopoaga (40,2) Lotoala Metia (32,9)         |
| Nukulaelae | 393       | Nukulaelae           | Namoliki Sualiki (55,8)                           |
| Vaitupu    | 1591      | Vaitupu              | Apisai Ielemia (38,7) Taukelina Finikaso (35,1)   |

### Regierungsbildung
Bis zur Wahl eines neuen Premierministers am 29. September 2010 übernahm Apisai Ielemia kommissarisch das Amt. Für die Bildung einer Regierung erhielt Ielemia jedoch nicht die nötige Unterstützung im Parlament. Enele Sopoaga stellte sich als sein größter Widersacher heraus.
Bei der geheimen Abstimmung zur Wahl eines neuen Premierministers am 29. September 2010 wurde Maatia Toafa gewählt. Dieser hatte das Amt bereits von 2004 bis 2006 inne. Toafa setzte sich mit acht zu sieben Stimmen gegen Kausea Natano durch. Die neue Regierung wurde noch am gleichen Tag von Toafa vorgestellt.
Nach einem Misstrauensvotum am 15. Dezember 2010 wurde Premierminister Toafa abgewählt. Zehn Tage später wurde Willy Telavi zum neuen Premierminister Tuvalus gewählt. Er erhielt acht der 15 nötigen Stimmen vor Enele Sopoaga.

## Nachwahlen
Seit Einführung des neuen Parlaments 2010 fanden zahlreiche Nachwahlen statt.
| Wahlkreis | Datum              | Ehemaliger Abgeordneter | Grund                                                         | Neuer Abgeordneter | Auswirkungen                                               |
| --------- | ------------------ | ----------------------- | ------------------------------------------------------------- | ------------------ | ---------------------------------------------------------- |
| Nui       | 24. August 2010    | Isaia Italeli           | verstorben                                                    | Pelenike Isaia     | Mehrheit der Regierung bleibt erhalten                     |
| Nukufetau | 28. Juni 2013      | Lotoala Metia           | verstorben                                                    | Elisala Pita       | Opposition übernimmt die Mehrheit mit einem Sitz           |
| Nui       | 10. September 2013 | Taom Tanukale           | zurückgetreten                                                | Leneuoti Maatusi   | Mehrheit des neuen Premierministers Enele Sopoaga nimmt zu |
| Nanumanga | 14. Januar 2014    | Falesa Pitoi            | vom Amt aufgrund des schlechten Gesundheitszustandes enthoben | Otinielu Tausi     | Regierung übernimmt die 2/3-Mehrheit                       |